# Crambe filiformis
Crambe filiformis là một loài thực vật có hoa trong họ Cải. Loài này được Jacq. mô tả khoa học đầu tiên năm 1793.